# 亮绿嵩草
亮绿嵩草（学名：Kobresia nitens）为莎草科嵩草属下的一个种。

## 扩展阅读
- 維基物種上的相關：亮绿嵩草